# ترانه‌شناسی بهرام
بهرام نورایی خواننده و ترانه‌سرای ایرانی ساکن سوئد در سبک رپ فارسی و هیپ هاپ است. از زمان شروع فعالیت حرفه‌ای تا کنون، بهرام ۴ آلبوم گردآوری‌شده غیر رسمی، ۴ آلبوم استودیویی رسمی، ۲ آلبوم چندآهنگه و تعدادی تک‌آهنگ منتشر کرده است. مجموع همه‌ی آهنگ‌های بهرام ۱۰۳ تا می‌باشد.

## آلبوم‌های گردآوری‌شده (Unofficial)

### بهرام (۱۳۸۵)[۲]
| # | ترانه         | همکاری | آهنگساز |
| - | ------------- | ------ | ------- |
| ۱ | اینترو        |        |         |
| ۲ | بهرام         |        |         |
| ۳ | فقر           |        |         |
| ۴ | برقص با من    | کپک    |         |
| ۵ | خط و نشون     |        |         |
| ۶ | تشکر از مادرم |        |         |
| ۷ | تهرون         |        |         |

### فرصت (۱۳۸۵)[۳]
| # | ترانه         | همکاری            | آهنگساز |
| - | ------------- | ----------------- | ------- |
| ۱ | اذان          |                   |         |
| ۲ | دیگه نمی‌خوامت |                   |         |
| ۳ | گیربکس        | گپ، ته‌خز، کپک     |         |
| ۴ | جوونی         |                   |         |
| ۵ | لشکر من       |                   |         |
| ۶ | من با تو      | ولفگان، دی‌جی نویز |         |
| ۷ | فرصت          |                   |         |
| ۸ | رپ ایران      | ولفگان            |         |

### درد دل (۱۳۸۵)[۴]
| # | ترانه    | همکاری            | آهنگساز |
| - | -------- | ----------------- | ------- |
| ۱ | درد دل   |                   |         |
| ۲ | سلطان رپ | ولفگان            |         |
| ۳ | خانوم    | گپ، ته‌خز          |         |
| ۴ | بن‌بست    |                   |         |
| ۵ | حروم‌زاده | سعید محکوم        |         |
| ۶ | ایران    | ولفگان            |         |
| ۷ | اسوه     | ته‌خز              |         |
| ۸ | پروردگار | ولفگان، نیما شیدی |         |

### نوار قلب (۱۳۸۶)[۵]
| # | ترانه                | همکاری                       | آهنگساز |
| - | -------------------- | ---------------------------- | ------- |
| ۱ | احساس درون           | ولفگان                       |         |
| ۲ | زخمی                 | 7th Arena Band               |         |
| ۳ | نمی‌تونم              | پدرام مارشن                  |         |
| ۴ | نامه‌ای به رئیس جمهور |                              |         |
| ۵ | پرواز                | محمد شاهرخی                  |         |
| ۶ | بمیر یا بمون         | 7th Arena Band               |         |
| ۷ | مافیای مخفی          | حسام استپس، دافر، سعید تریپر |         |
| ۸ | پاشو بیا همرام       | 7th Arena Band، ام           |         |
| ۹ | احساس درون (ریمیکس)  | ولفگان                       |         |

## آلبوم‌های استودیویی (LP)

### ۲۴ ساعت (۱۳۸۷)[۶]
نخستین آلبوم رسمی بهرام در سبک شخصی، اجتماعی و سیاسی که مورد تحسین قرار گرفت و باعث شهرت بهرام شد. اشعار احساسی، قافیه‌های چندهجایی، دلیوری قدرتمند، تنوع ترانه‌ها، تکنیک‌های رپی و فلوهای پیچیده از ویژگی‌های آن است.
| # | ترانه        | همکاری | آهنگساز و تنظیم‌کننده | توضیحات                                            |
| - | ------------ | ------ | -------------------- | -------------------------------------------------- |
| ۱ | ۲۴ ساعت      |        | احسان آتور           | در ۲۸ مرداد سال ۱۳۸۷ و از سوی تشکل دیوار منتشر شد. |
| ۲ | من           |        | احسان آتور           | در ۲۸ مرداد سال ۱۳۸۷ و از سوی تشکل دیوار منتشر شد. |
| ۳ | خیابون       | نیموش  | احسان آتور           | در ۲۸ مرداد سال ۱۳۸۷ و از سوی تشکل دیوار منتشر شد. |
| ۴ | راه من       |        | احسان آتور           | در ۲۸ مرداد سال ۱۳۸۷ و از سوی تشکل دیوار منتشر شد. |
| ۵ | اینجا ایرانه |        | احسان آتور           | در ۲۸ مرداد سال ۱۳۸۷ و از سوی تشکل دیوار منتشر شد. |
| ۶ | گله نکن      |        | احسان آتور           | در ۲۸ مرداد سال ۱۳۸۷ و از سوی تشکل دیوار منتشر شد. |
| ۷ | دل‌نوشت       |        | احسان آتور           | در ۲۸ مرداد سال ۱۳۸۷ و از سوی تشکل دیوار منتشر شد. |
| ۸ | بیخیالش      |        | احسان آتور           | در ۲۸ مرداد سال ۱۳۸۷ و از سوی تشکل دیوار منتشر شد. |
| ۹ | افسوس        |        | احسان آتور           | در ۲۸ مرداد سال ۱۳۸۷ و از سوی تشکل دیوار منتشر شد. |

### سکوت (۱۳۹۰)[۷]
دومین آلبوم بهرام در سبک مفهومی و اجتماعی که به دلیل اشعار تاثیرگذار و عمیق، دلیوری گیرا و احساسی و فلوهای خاص و نوآورانه مورد تحسین قرار گرفت.
| #  | ترانه              | آهنگسازان  | تنظیم‌کننده |
| -- | ------------------ | ---------- | ---------- |
| ۱  | اینترو             | احسان آتور | احسان آتور |
| ۲  | جالبه              | احسان آتور | احسان آتور |
| ۳  | حرفای من           | احسان آتور | احسان آتور |
| ۴  | از من بپرس         | احسان آتور | احسان آتور |
| ۵  | منو ببخش           | احسان آتور | احسان آتور |
| ۶  | در نرو             | مضراب      | احسان آتور |
| ۷  | یکی طعمه‌ست یکی گرگ | احسان آتور | احسان آتور |
| ۸  | نسل من             | احسان آتور | احسان آتور |
| ۹  | به چی اعتقاد داری  | احسان آتور | احسان آتور |
| ۱۰ | خورشید خانم        | احسان آتور | احسان آتور |
| ۱۱ | یه حس              | احسان آتور | احسان آتور |
| ۱۲ | یاغی               | احسان آتور | احسان آتور |
| ۱۳ | عجیب               | احسان آتور | احسان آتور |
| ۱۴ | اوترو              | احسان آتور | احسان آتور |

### اشتباه خوب(۱۳۹۴)[۸]
سومین آلبوم بهرام جزو برترین آلبوم‌های تاریخ رپ فارس محسوب می‌شود. بهرام به مفاهیم فلسفی عمیق مانند سنت‌ها و جهل فرهنگی، رهایی و عدم تعلق به دنیا، داشتن هویت فردی،  استقلال فکری و اگزیستانسیالیسم اشاره می‌کند. اشعار تامل برانگیز، فلوهای روان، آهنگسازی مهدیار آقاجانی به شدت مورد تحسین قرار گرفت.
| #  | نام ترانه | ترانه‌سرا و خواننده | آهنگساز و تنظیم‌کننده  | توضیحات |
| -- | --------- | ------------------ | --------------------- | --- |
| ۱  | خوب       | بهرام              | مهدیار آقاجانی        | در ۱۳ تیر ۱۳۹۴ منتشر شد. کاورهای آلبوم اثر ستاره ملک‌زاده است. تمام آهنگ‌های این آلبوم در ادامه‌ی یکدیگر هستند |
| ۲  | ساز       | بهرام              | مهدیار آقاجانی        | در ۱۳ تیر ۱۳۹۴ منتشر شد. کاورهای آلبوم اثر ستاره ملک‌زاده است. تمام آهنگ‌های این آلبوم در ادامه‌ی یکدیگر هستند |
| ۳  | لمس       | بهرام              | مهدیار آقاجانی        | در ۱۳ تیر ۱۳۹۴ منتشر شد. کاورهای آلبوم اثر ستاره ملک‌زاده است. تمام آهنگ‌های این آلبوم در ادامه‌ی یکدیگر هستند |
| ۴  | نقش       | اسکیت              | بهرام، مهدیار آقاجانی | در ۱۳ تیر ۱۳۹۴ منتشر شد. کاورهای آلبوم اثر ستاره ملک‌زاده است. تمام آهنگ‌های این آلبوم در ادامه‌ی یکدیگر هستند |
| ۵  | نگاه      | بهرام              | مهدیار آقاجانی        | در ۱۳ تیر ۱۳۹۴ منتشر شد. کاورهای آلبوم اثر ستاره ملک‌زاده است. تمام آهنگ‌های این آلبوم در ادامه‌ی یکدیگر هستند |
| ۶  | جنگ       | اسکیت              | بهرام، مهدیار آقاجانی | در ۱۳ تیر ۱۳۹۴ منتشر شد. کاورهای آلبوم اثر ستاره ملک‌زاده است. تمام آهنگ‌های این آلبوم در ادامه‌ی یکدیگر هستند |
| ۷  | تکرار     | بهرام              | مهدیار آقاجانی        | در ۱۳ تیر ۱۳۹۴ منتشر شد. کاورهای آلبوم اثر ستاره ملک‌زاده است. تمام آهنگ‌های این آلبوم در ادامه‌ی یکدیگر هستند |
| ۸  | نیاز      | بهرام              | مهدیار آقاجانی        | در ۱۳ تیر ۱۳۹۴ منتشر شد. کاورهای آلبوم اثر ستاره ملک‌زاده است. تمام آهنگ‌های این آلبوم در ادامه‌ی یکدیگر هستند |
| ۹  | زخم       | اسکیت              | بهرام، مهدیار آقاجانی | در ۱۳ تیر ۱۳۹۴ منتشر شد. کاورهای آلبوم اثر ستاره ملک‌زاده است. تمام آهنگ‌های این آلبوم در ادامه‌ی یکدیگر هستند |
| ۱۰ | ریشه      | بهرام              | مهدیار آقاجانی        | در ۱۳ تیر ۱۳۹۴ منتشر شد. کاورهای آلبوم اثر ستاره ملک‌زاده است. تمام آهنگ‌های این آلبوم در ادامه‌ی یکدیگر هستند |
| ۱۱ | ممکن      | بهرام              | مهدیار آقاجانی        | در ۱۳ تیر ۱۳۹۴ منتشر شد. کاورهای آلبوم اثر ستاره ملک‌زاده است. تمام آهنگ‌های این آلبوم در ادامه‌ی یکدیگر هستند |
| ۱۲ | مرداب     | اسکیت              | بهرام، مهدیار آقاجانی | در ۱۳ تیر ۱۳۹۴ منتشر شد. کاورهای آلبوم اثر ستاره ملک‌زاده است. تمام آهنگ‌های این آلبوم در ادامه‌ی یکدیگر هستند |
| ۱۳ | سوز       | بهرام              | مهدیار آقاجانی        | در ۱۳ تیر ۱۳۹۴ منتشر شد. کاورهای آلبوم اثر ستاره ملک‌زاده است. تمام آهنگ‌های این آلبوم در ادامه‌ی یکدیگر هستند |
| ۱۴ | برش       | بهرام              | مهدیار آقاجانی        | در ۱۳ تیر ۱۳۹۴ منتشر شد. کاورهای آلبوم اثر ستاره ملک‌زاده است. تمام آهنگ‌های این آلبوم در ادامه‌ی یکدیگر هستند |
| ۱۵ | صلح       | اسکیت              | بهرام، مهدیار آقاجانی | در ۱۳ تیر ۱۳۹۴ منتشر شد. کاورهای آلبوم اثر ستاره ملک‌زاده است. تمام آهنگ‌های این آلبوم در ادامه‌ی یکدیگر هستند |
| ۱۶ | اشتباه    | بهرام              | مهدیار آقاجانی        | در ۱۳ تیر ۱۳۹۴ منتشر شد. کاورهای آلبوم اثر ستاره ملک‌زاده است. تمام آهنگ‌های این آلبوم در ادامه‌ی یکدیگر هستند |

### خودها(۱۴۰۲)[۹]
خودها شیشمین آلبوم بهرام است. در این آلبوم از مفاهیم رواشناختی مثل سایه (روان‌شناسی) الهام گرفته شده. بهرام از تاثیرپذیری و بهره‌برداری افراطی از عقاید دیگران انتقاد و به یافتن هویت واقعی تاکید می‌کند. بهرام از ابزارهایی مثل خاطرات شخصی و آینه به منظور رسیدن به این هدف استفاده می‌کند و در نهایت به حقایق و نتایج خاصی می‌رسد. در آلبوم به نظام کاپیتالیسیمی و دنیای صنعتی و مصرف گرا نقد وارد شد. انسجام، فلوهای متنوع و فضاسازی و دلیوری تحسین شد ولی پیچیدگی مورد نقد قرار گرفت.
| #  | نام ترانه     | آهنگساز       | تنظیم‌کننده  | توضیحات                                       |
| -- | ------------- | ------------- | ----------- | --------------------------------------------- |
| ۱  | خودها         | اشکان موسوی   | اشکان موسوی | در ۲۴ فروردین ۱۴۰۲ از سوی تشکل پیله منتشر شد. |
| ۲  | نادیده        | اشکان موسوی   | اشکان موسوی | در ۲۴ فروردین ۱۴۰۲ از سوی تشکل پیله منتشر شد. |
| ۳  | یه چیزی مُرد   | پیماندگار     | اشکان موسوی | در ۲۴ فروردین ۱۴۰۲ از سوی تشکل پیله منتشر شد. |
| ۴  | خون           | اشکان موسوی   | اشکان موسوی | در ۲۴ فروردین ۱۴۰۲ از سوی تشکل پیله منتشر شد. |
| ۵  | گُم            | اشکان موسوی   | اشکان موسوی | در ۲۴ فروردین ۱۴۰۲ از سوی تشکل پیله منتشر شد. |
| ۶  | بالا اُفتادن   | نسا آزادی‌خواه | اشکان موسوی | در ۲۴ فروردین ۱۴۰۲ از سوی تشکل پیله منتشر شد. |
| ۷  | آینه          | پیماندگار     | اشکان موسوی | در ۲۴ فروردین ۱۴۰۲ از سوی تشکل پیله منتشر شد. |
| ۸  | پیدا          | پیماندگار     | اشکان موسوی | در ۲۴ فروردین ۱۴۰۲ از سوی تشکل پیله منتشر شد. |
| ۹  | بی‌رُخ          | پیماندگار     | اشکان موسوی | در ۲۴ فروردین ۱۴۰۲ از سوی تشکل پیله منتشر شد. |
| ۱۰ | سوسو          | اشکان موسوی   | اشکان موسوی | در ۲۴ فروردین ۱۴۰۲ از سوی تشکل پیله منتشر شد. |
| ۱۱ | غیر اینه مگه؟ | پیماندگار     | اشکان موسوی | در ۲۴ فروردین ۱۴۰۲ از سوی تشکل پیله منتشر شد. |
| ۱۲ | مدرسه خوک‌ها   | اشکان موسوی   | اشکان موسوی | در ۲۴ فروردین ۱۴۰۲ از سوی تشکل پیله منتشر شد. |

## آلبوم چندآهنگه (EP)

### گذار (۱۳۹۹)[۱۱]
آلبوم گذار به عنوان پنجمین آلبوم بهرام منتشر شد. مفاهیم آلبوم در مورد حرکت، تغییر و گذار از چارچوپ و تفکرات و سنت‌های عرف جامعه است هرچند اشارات سیاسی نیز در آلبوم وجود داشت. پیچیدگی اشعار و دلیوری نه چندان گیرا مورد نقد قرار گرفت. اما داستان‌سرایی مورد تحسین قرار گرفت.
| # | نام ترانه | آهنگساز       | تنظیم‌کننده  | توضیحات                                                                                                 |
| - | --------- | ------------- | ----------- | --- |
| ۱ | قهقرا     | اشکان موسوی   | اشکان موسوی | در ۱ فروردین ۱۳۹۹ از سوی تشکل پیله منتشر شد. کاور آلبوم از غوغا (ستاره ملک‌زاده)، گرافیست تشکل پیله است. |
| ۲ | چرخه      | اشکان موسوی   | اشکان موسوی | در ۱ فروردین ۱۳۹۹ از سوی تشکل پیله منتشر شد. کاور آلبوم از غوغا (ستاره ملک‌زاده)، گرافیست تشکل پیله است. |
| ۳ | عمق       | نسا آزادی‌خواه | اشکان موسوی | در ۱ فروردین ۱۳۹۹ از سوی تشکل پیله منتشر شد. کاور آلبوم از غوغا (ستاره ملک‌زاده)، گرافیست تشکل پیله است. |
| ۴ | مقابله    | پیماندگار     | اشکان موسوی | در ۱ فروردین ۱۳۹۹ از سوی تشکل پیله منتشر شد. کاور آلبوم از غوغا (ستاره ملک‌زاده)، گرافیست تشکل پیله است. |
| ۵ | عدم       | اشکان موسوی   | اشکان موسوی | در ۱ فروردین ۱۳۹۹ از سوی تشکل پیله منتشر شد. کاور آلبوم از غوغا (ستاره ملک‌زاده)، گرافیست تشکل پیله است. |

### خون خورشید (به همراهعلی سورنا- ۱۴۰۳)[۱۳][۱۴]
خون خورشید آلبومی در سبک سیاسی اعتراضی بود. بهرام و سورنا شجاعت و روحیه مبارزه طلبی معترضان رو تحسین می‌کنند. در آلبوم نه تنها به ظلم و فساد حکومت اشاره می‌شود بلکه سلطه‌پذیری احزاب و اپوزیسیون و جهل مردم به شدت محکوم می‌شود. همچنین در آلبوم به ایجاد فضای خفقان، سرکوب و ناامیدی توسط حکومت اشاره می‌شود که به خون خورشید تشبیه شده است. بهرام و سورنا با نوشتن سناریویی در مورد فرا رسیدن عدالت، بر امید و تلاش مستمر تاکید می‌کنند. آهنگسازی اشکان موسوی، فلوهای متنوع و داستان سرایی مورد تحسین قرار گرفت.
| # | نام        | همکاری    | آهنگساز     | مدت   |
| - | ---------- | --------- | ----------- | ----- |
| ۱ | خون خورشید | علی سورنا | پیماندگار   | ۰۴:۲۴ |
| ۲ | مهلکه      | علی سورنا | اشکان موسوی | ۰۵:۰۸ |
| ۳ | گرگ و میش  | علی سورنا | پیماندگار   | ۰۵:۴۰ |
| ۴ | شعر بیداری | علی سورنا | اشکان موسوی | ۰۴:۴۰ |
| ۵ | سنگسار     | علی سورنا | اشکان موسوی | ۰۵:۲۰ |

## تک‌آهنگ‌ها (Single)
| #  | نام ترانه   | تاریخ انتشار | همکاری           | آهنگ‌ساز     | تنظیم‌کننده  | منبع   |
| -- | ----------- | ------------ | ---------------- | ----------- | ----------- | ------ |
| ۱  | مرگ رپ فارس | ۱۳۸۵         | بابک تیغه، ساچمه | آتور        | آتور        |        |
| ۲  | پایه‌ی کار   | ۱۳۸۷         | نیموش            | آتور        | آتور        | [ ۱۵ ] |
| ۳  | ما با همیم  | ۱۳۸۷         | رضا پیشرو        | آتور        | آتور        | [ ۱۵ ] |
| ۴  | اینو بفهم   | ۱۳۸۹         | عرفان            | آتور        | آتور        |        |
| ۵  | گوشت        | ۱۳۹۸         |                  | پیماندگار   | اشکان موسوی | [ ۱۶ ] |
| ۶  | عبور کن     | ۱۳۹۹         | اشکان موسوی      | اشکان موسوی | اشکان موسوی |        |
| ۷  | بشنو        | ۱۴۰۰         |                  | پیماندگار   | اشکان موسوی | [ ۱۷ ] |
| ۸  | داغ         | ۱۴۰۲         | Holly            | [ ۱۸ ]      | اشکان موسوی |        |
| ۹  | بگوشم       | ۱۴۰۲         | بامداد           | پیماندگار   | اشکان موسوی |        |
| ۱۰ | نه          | ۱۴۰۳         | غوغا، الهام      | اشکان موسوی |             |        |